# 克雷斯韋爾鎮區 (堪薩斯州考利縣)
克雷斯韋爾鎮區（英語：Creswell Township）為美國堪薩斯州考利縣轄下的鎮區。2010年美国人口普查中該鎮區人口有1,970人。

## 地理
克雷斯韋爾鎮區涵蓋面積95.01平方（36.68平方英里），境內的城市有阿肯色城和帕克菲爾德。

### 墓園
根據美國地質調查局的資料，此鎮區擁有1座墓園：
- 帕克墓園（Parker Cemetery）

### 溪流
通過此鎮區的溪流有：
- 斯普林溪（Spring Creek）
- 沃爾納特河

### 機場
- 夏登農場機場（Charden Farms Airport）
- 馬爾斯飛行場（Marrs Field）

## 人口統計
根據2010年美國人口普查，克雷斯韋爾鎮區人口有1,970人，住房871戶，人口密度為20.74人/每平方公里。此鎮區居民之種族中，白人佔93.3%，非裔美國人佔0.56%，美洲原住民佔2.64%，亞裔美國人佔0.46%，太平洋島裔美國人佔0%，其他種族佔1.32%，混血種族則佔1.73%。而西班牙裔或拉丁裔美國人佔此鎮區人口的4.16%。

## 外部連結
- City-Data.com （页面存档备份，存于）